# Wilhelm Spiegelberg

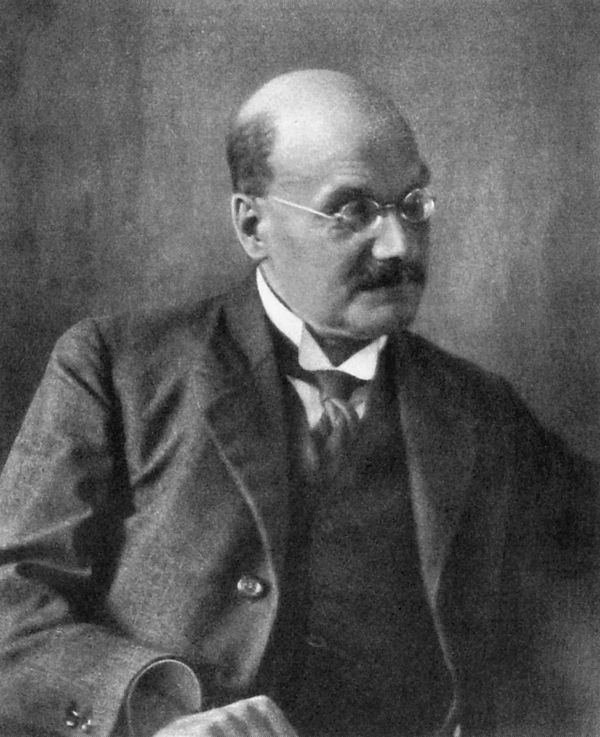
Wilhelm Spiegelberg (um 1916/1918)

Wilhelm Spiegelberg (* 25. Juni 1870 in Hannover; † 23. Dezember 1930 in München) war ein deutscher Ägyptologe. Er trat durch seine maßgeblichen Forschungen über demotische Papyri hervor.

## Leben und Werk
Wilhelm Spiegelberg wuchs als zweitältester von vier Brüdern in einer deutsch-jüdischen Familie auf. Seine Eltern waren Antonie geb. Dux und der Bankier Eduard Spiegelberg. Bereits auf dem Gymnasium, dem Lyceum II in Hannover, zeigte er großes sprachwissenschaftliches Interesse, speziell für die seinerzeit neu erforschte Altägyptische Sprache und Kultur. Ab 1888 studierte er in Straßburg, unter anderem bei dem Ägyptologen Johannes Dümichen und dem Klassischen Archäologen Adolf Michaelis sowie in Berlin unter anderem bei Adolf Erman. Bald galt er als Spezialist für demotische und hieratische Texte. In Straßburg wurde er 1892 mit einer Arbeit über das Rechtswesen des Pharaonenreiches der Dynastien XVIII-XXI promoviert. Nach Studienaufenthalten in Paris bei Gaston Maspero habilitierte er sich 1894, wiederum an der Universität Straßburg. In dieser Zeit forschte Spiegelberg über die Nekropolen von Theben und die gesellschaftlichen und administrativen Verhältnisse im Neuen Reich, wie aus Inschriften und Papyri abzuleiten. 1895–99 reiste er mehrmals nach Ägypten, wo er, u. a. in Theben, auch Ausgrabungen leitete. 1899 wurde er außerordentlicher Professor in Straßburg, als Nachfolger seines Lehrers Dümichen. Seine Antrittsvorlesung behandelte Arbeiter und Arbeiterbewegung im Pharaonenreich unter den Ramessiden. Im selben Jahr heiratete er Elisabeth von Recklinghausen (1872–1948), Tochter des Straßburger Pathologen  Friedrich Daniel von Recklinghausen. Der Ehe entstammten drei Söhne: Reinhard (* 1900), Erwin (1901–1938, Chemiker) und Herbert (1904–1990, Philosoph).
In den Jahren nach 1900 begann Wilhelm Spiegelberg am Ägyptischen Museum Kairo, die dortigen demotischen Objekte zu bearbeiten und zu katalogisieren; die umfangreiche Schriftenreihe „Demotische Studien“ nahm damit ihren Anfang. Bald wurde er neben Francis Llewellyn Griffith zum führenden Demotisten seiner Generation. Neben einer schier unglaublichen Flut demotischer Texteditionen leistete er bedeutende Beiträge zur Entzifferung der demotischen Schrift und auf dem Gebiet der demotischen Lexikografie.
1907 bis 1918 war er Ordinarius für Ägyptologie in Straßburg. Anfang 1919 musste er wegen der französischen Besetzung von Elsaß-Lothringen aufgrund des Versailler Vertrags nach Heidelberg übersiedeln, wo er als Honorarprofessor wirkte. In den folgenden vier Jahren erarbeitete er das Koptische Handwörterbuch (1921).
1923 übernahm Wilhelm Spiegelberg den Lehrstuhl für Ägyptologie in München, wo er auch das Ägyptologische Seminar aufbaute. In der Münchener Zeit beriet er Thomas Mann bei der Vorbereitung seines Joseph-Romans ausführlich zu ägyptologischen Fragen und begleitete ihn auf einer Ägyptenreise.
Spiegelberg war seit 1919 außerordentliches Mitglied der Heidelberger Akademie der Wissenschaften, seit 1923 auswärtiges Mitglied. Die Bayerische Akademie der Wissenschaften wählte ihn 1924 zum ordentlichen Mitglied.
1930 starb der zum Christentum Übergetretene nach einer Operation in München. Wenige Tage vor seinem Tod erschien ein Aufsatz von ihm, in dem er einen Papyrus als Fragment des altorientalischen Achikar-Romans identifizierte und so dessen Rezeption in Ägypten belegte. Die langjährige Arbeit an einem Demotischen Wörterbuch auf dem Stand der Forschung blieb unvollendet. Das Manuskript gelangte über seinen Schüler William F. Edgerton ins Oriental Institute der University of Chicago. Das Chicago Demotic Dictionary basiert nicht zuletzt auf Spiegelbergs Vorarbeit.
Wilhelm Spiegelberg starb im Alter von 60 Jahren.

## Grabstätte
Die Grabstätte von Wilhelm Spiegelberg befindet sich auf dem Münchner Waldfriedhof (Grabnr. 157-W-29).

## Schriften (Auswahl)
- Studien und Materialien zum Rechtswesen des Pharaonenreiches der Dynastien XVIII–XXI (ca. 1500–1000 v. Chr.) Kommissionsverlag der Hahnschen Buchhandlung, Hannover 1892 (Zugleich: Dissertation).
- Geschichte der ägyptischen Kunst bis zum Hellenismus. Im Abriss dargestellt. Hinrichs, Leipzig 1903.
- Die Schrift und Sprache der alten Ägypter (= Der Alte Orient. 8. Jahrgang, Heft 2). Hinrichs, Leipzig 1907.